# Batillipes roscoffensis
Espèce
Batillipes roscoffensis est une espèce de tardigrades de la famille des Batillipedidae. 

## Distribution
Cette espèce est endémique de France. Elle se rencontre dans la Manche à Roscoff.

## Étymologie
Son nom d'espèce, composé de roscoff et du suffixe latin -ensis, « qui vit dans, qui habite », lui a été donné en référence au lieu de sa découverte, Roscoff.

## Publication originale
- Kristensen, 1978 : Notes on marine Heterotardigrades. 1. Description of two new Batillipes species, using the electron microscope. Zoologischer Anzeiger, vol. 200, p. 1–17.